# バースト性
統計学において、バースト性（burstiness）は、ある事象の生起や頻度が断続的に増減することである。バースト性の尺度のひとつに、カウントの分散と平均値の比であるファノ因子がある。
バースト性は、自然災害のような自然現象、ネットワーク／データ／電子メールの通信トラフィック、車両交通など、さまざまな現象で観察される。バースト性は、イベント間の時間の確率分布が変化することに起因する。バースト性のあるプロセスや事象の分布は、裾の重い分布（またはファットテール分布）によって特徴付けられる。
時変ネットワークにおけるノード間の接触間隔時間のバースト性は、ネットワーク上の拡散プロセスを著しく遅らせる可能性がある。これは、情報の拡散や病気の流行を研究する上で非常に興味深い現象となる。

## バースト性スコア
バースト性を表す比較的単純な尺度は、バースト性スコア（burstiness score）である。あるイベント {\displaystyle e} に関する時間間隔 {\displaystyle T} のサブセット {\displaystyle t} のバースト性スコアは、{\displaystyle e} が {\displaystyle T} で出現する頻度と、{\displaystyle e} が {\displaystyle t} で出現する頻度を比較した尺度である。これは、
{\displaystyle \mathrm {Burst} (e,t)=\left({\frac {E_{t}}{E}}-{\frac {1}{T}}\right)}
として定義される。ここで、{\displaystyle E_{t}} はサブセット {\displaystyle t} でのイベント {\displaystyle e} の総出現回数、{\displaystyle E} は {\displaystyle T} での {\displaystyle e} の総出現回数である。バースト性スコアは、{\displaystyle t} が {\displaystyle e} に対して「バースト性が高い期間」かどうかを判定するために使用することができる。正のスコアは、{\displaystyle e} がサブセット {\displaystyle t} の間に合計時間 {\displaystyle T} よりも頻繁に発生し、{\displaystyle t} がバースト的な期間であることを意味し、負のスコアはそうではないことを意味する。

## 参考項目
- バースト伝送（英語版） - 短時間に比較的広帯域の伝送を同時配信すること
- ポアソン・クランピング（英語版） - ランダムな事象がクラスター、凝集、またはバーストで発生するように見える現象
- 時変ネットワーク（英語版） - ある時点でのみリンクがアクティブになるネットワーク